# Synaspismos Rizospastikis Aristeras

Altes Logo: rote, grüne und violette Flaggen, darüber ein gelber Stern

Synaspismos Rizospastikis Aristeras (Syriza); griechisch Συνασπισμός Ριζοσπαστικής Αριστεράς, ΣΥΡΙΖΑ, übersetzt „Koalition der Radikalen Linken“, ist eine sozialistische griechische Partei. Politikwissenschaftler verorten sie im Linkspopulismus.
Syriza war ab 2004 zunächst ein Wahlbündnis, das aus der postkommunistischen und neulinken Partei Synaspismos sowie zehn kleineren, kommunistischen, ökosozialistischen, maoistischen und trotzkistischen Gruppen bestand. Mit Wahlergebnissen zwischen 3 und 5 % der Stimmen war sie bis 2012 viertstärkste Kraft im Parlament. Angesichts zunehmender Popularität wurde das Bündnis im Mai 2012 in Hinblick auf die Wahlen im darauf folgenden Juni in eine Partei umgewandelt. Aus dieser Wahl ging sie als zweitstärkste Kraft hervor, noch vor der sozialdemokratischen PASOK. 2015 schließlich gewann sie die meisten Stimmen, mehr als die konservative Nea Dimokratia.
Nach dem Wahlsieg im Januar 2015 – mit kurzer Unterbrechung aufgrund der Neuwahlen im September – stellte Syriza mit dem Parteivorsitzenden Alexis Tsipras erstmals den Ministerpräsidenten Griechenlands. Sie bildete eine Koalitionsregierung mit der rechtspopulistischen Partei Anexartiti Ellines. Seit dem 8. Juli 2019 befindet sich die Partei wieder in der Opposition. Nachdem sie bei den Wahlen im Mai und Juni 2023 große Verluste erlitten hatte, verkündete Tsipras am 29. Juni seinen Rücktritt von der Parteiführung. Am 24. September 2023 bis 8. September 2024 gewann der Reeder Stefanos Kasselakis mit Unterstützung eines Tsipras-Beraters die Wahl zum neuen Vorsitzenden der Partei. Am 24. November 2024 wurde der neue Parteivorsitzende, Sokratis Famellos, gewählt.

## Geschichte

### Gründung des Wahlbündnisses
Die Vorgängerorganisation Syriza bildete sich vor den Parlamentswahlen 2004 als Bündnis aus neun linken Parteien und Organisationen, unter denen die Partei Synaspismos die größte war.
Neben dem Synaspismos gehörten dem Bündnis Gruppen an, die aus der Kommunistischen Partei KKE, der sozialdemokratischen PASOK und aus den ökologisch-grünen Ikologi Prasini entstanden waren, zudem kleine Organisationen mit trotzkistischem Anspruch sowie Maoisten.
Gründungsparteien von Syriza waren:
- die Koalition der Linken, der Bewegungen und der Ökologie (griechisch Συνασπισμός της Αριστεράς των κινημάτων και της Οικολογίας, Synaspismós tis aristerás ton kinimáton ke tis ikologías), meist Synaspismos oder kurz SYN
- die eurokommunistische und ökologische Erneuernde Kommunistische und Ökologische Linke (griechisch Ανανεωτική Κομμουνιστική Οικολογική Αριστερά, Ananeotiki Kommounistiki ke Ikologiki Aristera, AKOA)
- die trotzkistische Internationalistische Werktätige Linke (griechisch Διεθνιστική Εργατική Αριστερά, ΔΕΑ, Diethnistiki Ergatiki Aristera, DEA), eine Abspaltung der IST
- die Bewegung für die vereinte Aktion der Linken (griechisch Κίνηση για την Ενότητα Δράσης της Αριστεράς, ΚΕΔΑ, Kinisi gia tin Enotita Drasis tis Aristeras, KEDA), aus einer Abspaltung der KKE entstanden
- die Wählervereinigung Aktive Bürger (griechisch Ενεργοί Πολίτες, Energi Polites) um Manolis Glezos

Später kamen hinzu:
- die populistische[16] und sozialistische Demokratische Soziale Bewegung (griechisch Δημοκρατικό Κοινωνικό Κίνημα, ΔΗΚΚΙ, Dimokratiko Kinoniko Kinima, DIKKI), eine Linksabspaltung der PASOK[17]
- die maoistische Kommunistische Organisation Griechenlands (griechisch Κομμουνιστική Οργάνωση Ελλάδας, Kommounistiki Organosi Elladas, KOE), Mitglied der ICOR
- die trotzkistische Gruppe Rot (griechisch Κόκκινο, Kokkino)
- die links-ökologischen Ökosozialisten Griechenlands (griechisch Οικοσοσιαλιστές Ελλάδας)
- die linksradikale Roza (griechisch Ρόζα), politischer Arm des „Netzwerks für Politische und Soziale Rechte“ (griechisch Δίκτυο για τα Πολιτικά και Κοινωνικά Δικαιώματα)
- die Antikapitalistische Politische Gruppe APO (griechisch Αντικαπιταλιστική Πολιτική Ομάδα, ΑΠΟ)
- die Radikalen (griechisch Ριζοσπάστες)

Abspaltungen oder ehemalige Teile:
- 2010 spaltete sich ein Teil des innerparteilichen Erneuerungs-Flügels des Synaspismos um Fotis Kouvelis ab und gründete die gemäßigte, linksgerichtete und dezidiert proeuropäische Partei Demokratische Linke (griechisch Δημοκρατική Αριστερά, ΔΗΜΑΡ, Dimokratiki Aristera, DIMAR)
- die trotzkistische Bewegung (griechisch Ξεκίνημα, Xekinima), Mitglied des CWI, verließ 2011 das Bündnis[18]
- Im Juli 2015 beendete die KOE ihre Mitarbeit in und die Unterstützung von Syriza.[19]

Dazu kamen einige bekannte linke Einzelpersonen.
Auf dem Parteikongress im Juli 2013 wurde beschlossen, die einzelnen Unterorganisationen aufzulösen; dagegen gibt es jedoch Widerstand.

### Wahlerfolge des Bündnisses
Bei den Parlamentswahlen 2004 errang Syriza 3,26 % der Wählerstimmen und sechs Mandate. Das Bündnis zerfiel danach jedoch weitgehend, da sich die Gruppen vom Synaspismos dominiert fühlten. 2005 wurde die Allianz wiederbelebt, als der SYN-Vorsitzende Alekos Alavanos (* 1950) den 31-jährigen Aleksis Tsipras als Bürgermeisterkandidaten bei der Kommunalwahl in Athen ankündigte. Dieser verkörperte eine „Öffnung zur jüngeren Generation“. Die Gastgeberrolle beim Vierten Europäischen Sozialforum in Athen im Mai 2006 stärkte die Bindungen innerhalb der Allianz. Bei den Parlamentswahlen 2007 erreichte Syriza mit 5,04 % der Stimmen und 14 Sitze in der Vouli ihr bis dahin bestes Ergebnis.
Im Februar 2008 übernahm Alexis Tsipras die Führung sowohl der SYN-Partei als auch des Syriza-Bündnisses. Weitere Gruppierungen schlossen sich Syriza an. Die Popularität nahm in der Folgezeit stark zu, Umfragen sagten Syriza Unterstützungsraten von bis zu 18 Prozent voraus. Diese gingen aber wieder deutlich zurück angesichts interner Führungsstreitigkeiten, positiver Äußerungen über die Ausschreitungen im Dezember 2008 (die eine Mehrheit der Griechen negativ sah) und einer unklaren Haltung gegenüber der Europäischen Union.
Während der Synaspismos vor der Vereinigung eindeutig für eine weitere Europäische Integration eingetreten war (die EU allerdings harmonischer, demokratischer und egalitärer gestalten wollte), werden in Syriza stärker euroskeptische Positionen vertreten. Ihre Abgeordneten stimmten gegen den Vertrag über eine Verfassung für Europa und den Vertrag von Lissabon. Allerdings gab es hierbei keine eindeutige Linie: vier eher proeuropäische Abgeordnete enthielten sich bei der Lissabon-Abstimmung. Dieser Konflikt zeigte sich später auch bei der Abspaltung des ausdrücklich proeuropäischen Flügels Erneuerung von Syriza und der Gründung der Dimokratiki Aristera (DIMAR) im Juni 2010.
Bei den Parlamentswahlen 2009 ging der Stimmenanteil auf 4,6 % zurück; damit erhielt Syriza 13 Sitze.
Die nicht ausdiskutierte Streitfrage innerhalb des Bündnisses, ob bei entsprechenden Mehrheitsverhältnissen eine Koalition mit der sozialdemokratischen PASOK in Betracht käme, gipfelte im Juni 2010 darin, dass sich DIMAR vom Synaspismos abspaltete. DIMAR zog nach den Wahlen 2012 ins Parlament ein; von Juni 2012 bis Juni 2013 unterstützte sie die Regierung von Andonis Samaras.
Bei der Parlamentswahl vom 6. Mai 2012 erhielt Syriza mit 16,8 % nach der Nea Dimokratia die meisten Wählerstimmen, mehr als PASOK. Sie erhielt 52 Mandate im griechischen Parlament. Nach dem Vorsitzenden der stärksten Partei wurde am 8. Mai 2012 Tsipras mit der Regierungsbildung beauftragt. Er nutzte dies zu öffentlichkeitswirksamen Auftritten; den Führern der Europäischen Union teilte er schriftlich mit, das griechische Volk habe die ihm aufgezwungene Zusage von Sparmaßnahmen mit der Wahl für null und nichtig erklärt. Der Versuch der PASOK, mit Nea Dimokratia und DIMAR eine Regierungskoalition zu schmieden, scheiterte daran, dass DIMAR zur Bedingung machte, dass Syriza an der Regierung beteiligt werden müsse.

### Gründung als Partei und neues Programm
Nach dem Wahlerfolg bei der Wahl im Mai 2012 sahen Meinungsumfragen Syriza Kopf an Kopf mit der Nea Dimokratia an der Spitze der Wählergunst. Für die Neuwahlen am 17. Juni 2012 sah Syriza daher die Möglichkeit, am meisten Stimmen zu erhalten. Da das griechische Wahlgesetz von 2008 der stärksten Partei einen Bonus von 50 zusätzlichen Parlamentssitzen gewährt, dies aber nur für selbständige Parteien, nicht für Wahlbündnisse gilt, reichte Syriza bei dem für die Zulassung der Parteien zur Wahl zuständigen Obersten Gerichtshof eine Gründungserklärung ein, mit der sie sich als Partei mit dem Namen SYRIZA – Vereinte Soziale Front (ΣΥΡΙΖΑ Ενωτικό Κοινωνικό Μέτωπο, ΣΥΡΙΖΑ-ΕΚΜ/SYRIZA-EKM) neu gründete.
Das neue Programm von Syriza für die Wahl am 17. Juni 2012 wurde am 1. Juni 2012 veröffentlicht. Die erste Aktion einer Regierung der Linken sollte die Annullierung des Memorandums sein und seiner Durchführungsgesetze sein, kündigte Parteiführer Tsipras an.

### Erfolg bei den Neuwahlen im Juni 2012
Aus den Parlamentswahlen am 17. Juni ging Syriza erneut als zweitstärkste Partei hervor, wobei sie ihren Stimmanteil auf 26,89 % erhöhen und 71 Mandate erzielen konnte.
Der Vorsitzende Tsipras erklärte daraufhin, dass er mit seiner Partei in die Opposition gehen und sich nicht an einer Regierung unter Samaras’ Nea Dimokratia beteiligen werde. Syriza protestiere weiterhin gegen die geplanten Sparmaßnahmen. Vor allem im Raum Athen, wo Syriza eine größere Zustimmung erhielt als Nea Dimokratia, werde Tsipras die Bevölkerung hinter sich haben.
Trotz guter Werte in neueren Meinungsumfragen erklärte Tsipras, Syriza strebe keine vorzeitigen Neuwahlen an: „Es ist nicht die Zeit für Tricks, und es ist auch nicht die Zeit, die Regierung zu stürzen.“
Im Gegensatz zu den Traditionen des griechischen Parteiensystems ist Syriza nicht auf eine dominierende Führungsfigur zugeschnitten, sondern eher mit den linken Parteien Nord- und Mitteleuropas vergleichbar. Aufgrund der Herkunft ihrer Mitglieder und Funktionäre aus verschiedenen ideologischen Strömungen ist die Partei eine sehr heterogene Organisation, in der interne programmatische Konflikte offen ausgetragen werden. Auf dem Parteitag 2013 erreichte die „Linke Plattform“, die wichtigste oppositionelle Gruppe innerhalb der Partei, zwischen 25 und 40 Prozent der Stimmen der Delegierten. Etwa ein Dutzend der Parlamentsabgeordneten der damaligen 70 Mitglieder umfassenden Syriza-Fraktion in der Athener Vouli wurden der „Linken Plattform“ zugerechnet. Der linke Flügel tritt für eine stärkere Orientierung auf die sozialen Bewegungen und eine Konzentration der Kräfte auf die gesellschaftspolitisch zentralen Konflikte ein, um die Partei in breiten Teilen der Bevölkerung stärker zu verankern.
Neben der Heterogenität der Partei stellt die kooperative Ausrichtung von Syriza auf die sozialen Bewegungen eine weitere Besonderheit dar, die sie von allen anderen Parteien unterscheidet. So hat sich etwa die PASOK in den 1970er und 1980er Jahren selbst als Bewegung begriffen und Gewerkschaften und Genossenschaften als ihre Vorfeldorganisationen betrachtet. Aufgrund des mittlerweile ausgeprägten Misstrauens gegenüber politischen Parteien in der griechischen Bevölkerung hat sich dieses Verhältnis umgedreht: Viele Aktivisten betrachten Syriza zwar als politischen Ausdruck ihrer politischen Bestrebungen, die sozialen Bewegungen selbst jedoch als zentralen gesellschaftspolitischen Akteur einer sozialen Transformation.
Zur Unterstützung der vielen im Zuge der Krise entstandenen sozialen Projekte hat Syriza neben anderen Parteien und Organisationen zur Gründung der landesweiten Koordination Solidarität für Alle beigetragen.
Diese genossenschaftlichen Formen der Selbsthilfe sind vor allem nach den Protestwellen im Dezember 2008 sowie im Sommer 2011 entstanden. Dazu gehören unter anderem soziale Kliniken und Apotheken, Suppenküchen, Konsumgenossenschaften, Umsonstmärkte, Tauschringe und andere Formen der solidarischen Ökonomie.
Bei der Europawahl 2014 wurde Syriza mit 26,6 % die stärkste Kraft vor den regierenden Konservativen.
Bei den gleichzeitig stattfindenden Kommunalwahlen konnte Syriza von den 13 Regionen Griechenlands zwei gewinnen: In der bevölkerungsreichsten Region Attika um Athen-Piräus, in der 30 % der griechischen Bevölkerung leben, gewann die Syriza-Kandidatin Rena Dourou knapp mit 50,82 %. Die Region Ionische Inseln eroberte Syriza deutlich mit 59,9 %. Alle übrigen, hauptsächlich ländlichen Regionen gingen an die Nea Dimokratia.

### Wahlsiege 2015
Die ökologisch-grüne Partei Ikologi Prasini vereinbarte am 9. Januar mit Syriza die Unterstützung mit 20 Kandidaten in 17 Wahlbezirken auf der Kandidaten-Liste von Syriza. Auf der Gesamtstaatsliste trat Giannis Tsironis an.
Aus der Parlamentswahl vom 25. Januar 2015 ging Syriza mit deutlichem Abstand zur zweitplatzierten Nea Dimokratia als stärkste politische Kraft hervor. Die Partei erreichte 36,34 Prozent der Wählerstimmen und beinahe eine absolute Mehrheit der Sitze. Aufgrund des griechischen Wahlrechts, das einen Bonus von 50 zusätzlichen Mandaten für die stärkste Partei vorsieht, ist Syriza mit 149 von 300 Abgeordneten im griechischen Einkammerparlament vertreten. Am Tag nach der Wahl wurde Parteichef Tsipras als neuer Ministerpräsident Griechenlands vereidigt. Die Parteiführung gab bekannt, eine Koalitionsregierung mit den rechtspopulistischen Anexartiti Ellines – den Unabhängigen Griechen – bilden zu wollen, mit denen Syriza bereits in der Opposition zeitweise zusammengearbeitet hat.
Bei der vorgezogenen Neuwahl am 20. September 2015 gelang mit 35,46 % der Stimmen (Wahlbeteiligung rund 56,5 %) erneut der Wahlsieg mit 145 von 300 Parlamentsitzen.

### Abspaltungen
Der als linke Plattform organisierte linke Flügel der Partei, angeführt von Panagiotis Lafazanis, vertrat einen strikt gegen die Austeritätspolitik gerichteten Kurs und verweigerte der Regierung unter Alexis Tsipras die Gefolgschaft, nachdem diese sich bereit zeigte, die Auflagen der Geldgeber für das dritte Hilfsprogramm zu erfüllen. Lafazanis sowie zwei Vizeminister mussten daraufhin im Juli 2015 die Regierung verlassen. Nachdem Tsipras mit seinem Rücktritt den Weg zu Neuwahlen eingeschlagen hatte, gründeten 25 Abgeordnete des linken Flügels am 21. August 2015 die Laiki Enotita, die bei der Parlamentswahl in Griechenland im September 2015 an der 3%-Hürde knapp scheiterte.
Yanis Varoufakis trat im Juli 2015 von seinem Amt als griechischer Finanzminister zurück und gründete 2018 die Partei MeRA25, die bei den Wahlen 2019 ins griechische Parlament einziehen konnte.
Nach dem Amtsantritt Kasselakis' kam es im November 2023 zu einer Austrittswelle von hunderten Funktionären, darunter mindestens 11 Parlamentsabgeordnete, die Kasselakis die Abkehr von linken Positionen vorwarfen. Das 6+6 genannte Bündnis strebt demnach die Gründung einer eigenen Fraktion an.
Am 1. März 2024 wurde schließlich die Partei Nea Aristera (Neue Linke) gegründet.

## Programm
Auf dem ersten gemeinsamen Parteikongress der vereinigten Partei Syriza-EKM im Juli 2013 beschloss die Partei, für eine Überwindung der „erstarrten Strukturen des politischen Systems“ und für direkte Demokratie einzutreten. Sie strebt laut ihrer Resolution „radikale Änderungen der Verfassung“ an. Danach sollen zur Vertiefung der politischen und wirtschaftlichen Demokratie direktdemokratische Institutionen geschaffen werden, die die „kooperative Interaktion“ sozialer Bewegungen und Basisinitiativen mit der Gesetzgebung ermöglichen.
Den angeblich seit den Regierungen von Konstantinos Mitsotakis und Konstantinos Simitis in den 1990er-Jahren herrschenden Neoliberalismus will Syriza überwinden. Dazu sollen Kreditabkommen von der Regierung einseitig gekündigt und die jüngsten Privatisierungen gestoppt bzw. rückgängig gemacht werden. Der Staat soll die entscheidende Rolle in der wirtschaftlichen Entwicklung übernehmen und das Bankensystem verstaatlichen. Für Landwirte, Kleinunternehmen und Wohnungsbau sollen neue staatliche Kreditinstitute geschaffen werden.
Die Europäische Union lehnte Syriza diesem Programm nach „in ihrer gegenwärtigen Form“ ebenso ab wie die bisherige Architektur des Euro und die „neoliberale Logik“ der Eurozone. Der Befriedigung sozialer Bedürfnisse räumt der beschlossene Text „absolute Priorität“ vor den von der damaligen Regierung eingegangenen Verpflichtungen ein. Dies fasste sie in dem Slogan „Kein Opfer für den Euro“ zusammen.

### Bewältigung der Finanzkrise
Syriza forderte
- die Bestandsaufnahme der öffentlichen Verschuldung und Neuverhandlung der fälligen Zinsen sowie Aussetzung von Zahlungen, bis sich die Wirtschaft wieder belebt hat und Wachstum und Beschäftigung zurückgekehrt sind,
- die Europäische Union auf, die Rolle der Europäischen Zentralbank zu ändern, so dass sie Staaten und Programme für öffentliche Investitionen finanziert,
- die Anhebung der Einkommensteuer auf 75 % für alle Einkommen über 500.000 Euro,
- die Verstaatlichung der Banken und will auch ehemals öffentliche Dienstleistungs- und Versorgungsunternehmen (Eisenbahnen, Flughäfen, Post, Wasser), die privatisiert wurden, wieder in öffentliche Hand geben.[45]

Syriza versprach einen „ausgeglichenen Primärhaushalt“, der damals allerdings einen Überschuss aufwies – dies allerdings nur, wenn man die Bedienung der Staatsschulden nicht berücksichtigt. Die laufenden Einnahmen waren also höher als die Ausgaben ohne Zinsen. Tsipras forderte entsprechend, die übrigen Euro-Staaten sollten Griechenland zumindest einen Teil der 320 Milliarden Euro hohen Schulden erlassen. Hätte Griechenland seinen Schuldendienst eingestellt oder drastisch reduziert, hätten die konsumtiven Staatsausgaben auf Kosten der Gläubiger erhöht werden können. In den Gläubigerländern wurde die griechische Strategie als Erpressung aufgefasst. Die Partei verfügte über keinen „Plan B“ für den Fall, dass die Vorschläge in der EU keine Resonanz gefunden hätten.

### Innenpolitik und Verfassungsreformen
Syriza spricht sich für eine Demokratisierung des politischen Systems, der Verwaltung und der Sicherheitsorgane aus.
- Das Wahlrecht soll zu einem Proporzsystem umstrukturiert werden.
- Privilegien von Abgeordneten sollen wegfallen. Die Immunität der Minister, die die Gerichte daran hindert, gegen Mitglieder der Regierung vorzugehen, soll wegfallen.
- Die Trennung von Staat und Kirche soll garantiert werden.
- Das Recht auf Bildung und Gesundheitsversorgung soll verankert werden.
- Für Verträge und Abkommen, die mit Europa geschlossen werden, sollen Referenden eingeführt werden.
- Der Polizei soll das Tragen von Masken und die Verwendung von Schusswaffen bei Demonstrationen verboten werden. Die Partei sieht eine Schulung für Polizisten in sozialen Themen vor.

### Finanzpolitik
- Anhebung der Steuern auf große Unternehmen auf den europäischen Durchschnitt.
- Einführung einer Finanztransaktionssteuer und einer Sondersteuer auf Luxusgüter.
- Verbot von spekulativen Finanzderivaten.
- Abschaffung von finanziellen Privilegien für die Kirche und die Schiffbauindustrie.
- Maßnahmen zur Bekämpfung des Bankgeheimnisses und der Kapitalflucht ins Ausland.
- Drastische Kürzung der Militärausgaben.

### Arbeitspolitik
Arbeitspolitisch forderte Syriza
- die Erhöhung des Regelmindestlohnes auf das frühere Niveau von 750 Euro pro Monat,
- gleiche Bezahlung von Frauen und Männern.
- Weiterhin sollen prekäre Arbeitsverhältnisse beschränkt und unbefristete Arbeitsverträge gefördert werden.
- Des Weiteren möchte Syriza die Arbeiterschutzrechte erweitern und die Gehälter von Teilzeitbeschäftigten erhöhen. Außerdem sollen kollektive Arbeitsverträge wiederhergestellt werden.
- Die Inspektionen von Arbeitsbedingungen und die Anforderungen an Unternehmen, die sich um  öffentliche Aufträge bewerben, sollen zunehmen.

### Sozialpolitik
In der Sozialpolitik setzt sich Syriza vor allem für sozial Benachteiligte in der Gesellschaft ein.
- Erwerbslose, Obdachlose und Menschen mit niedrigem Einkommen sollen die Gesundheitseinrichtungen kostenfrei nutzen dürfen.
- Gebäude der Regierung, Banken und Kirchen sollen für Obdachlose Verwendung finden.
- Steuersenkungen für Güter des Grundbedarfs werden angestrebt.
- Kinder sollen in Kantinen öffentlicher Schulen kostenfrei Frühstück und Mittagessen erhalten.
- Menschen mit Migrationshintergrund soll die Familienzusammenführung erleichtert werden.
- Zuschuss bis zu 30 % der Hypothekenzahlungen für arme Familien, die fällige Zahlungen nicht leisten können.
- Erhöhung der Arbeitslosenunterstützung.
- Steigerung des sozialen Schutzes für Familien mit einem Elternteil, Alte, Behinderte und Familien ohne Einkommen.
- Garantie der Menschenrechte in Haftanstalten für Einwanderer.

### Gesundheitspolitik
Für das Gesundheitswesen hält Syriza eine Aufstockung der Mittel für die öffentliche Gesundheit auf das durchschnittliche europäische Niveau für unabdingbar; der europäische Durchschnitt liege bei 6 % des BIP, in Griechenland bei 3 %.
- Bürger sollen nicht mehr für die nationalen Gesundheitsdienste zuzahlen müssen. Privatkliniken sollen verstaatlicht und die private Beteiligung am Gesundheitswesen beendet werden.
- Syriza möchte den Drogenkonsum entkriminalisieren, um dem Drogenhandel entgegenzuwirken. Mittel für die Drogen-Reha-Zentren sollen bereitgestellt werden.

### Umweltpolitik
Die Partei spricht sich für eine Begünstigung von Bestrebungen zum Ausbau erneuerbarer Energien aus und will den Schutz der Umwelt fördern.

### Außen- und Sicherheitspolitik
Syriza fordert
- den sofortigen Rückzug der griechischen Truppen aus Afghanistan und dem Balkan – keine Soldaten sollen außerhalb der Landesgrenzen stationiert oder im Einsatz sein.
- die Entmilitarisierung des Küstenschutzes und der Spezialtruppen gegen Aufstände.
- Das Recht auf Kriegsdienstverweigerung aus Gewissensgründen soll gesetzlich gewährleistet werden.
- Die militärische Zusammenarbeit mit Israel soll beendet und die Schaffung eines palästinensischen Staates mit den Grenzen von 1967 ermöglicht werden.
- Zur Türkei sollen stabilere Verhältnisse ausgehandelt werden.
- Die Schließung aller ausländischen Basen in Griechenland und Austritt aus der NATO wird angestrebt.

Zu starken Reaktionen führte der Wahlerfolg von Syriza in Bulgarien, Kroatien, Slowenien und Serbien. Eine Analyse der Rosa-Luxemburg-Stiftung führt dies auf ähnliche Erfahrungen mit der ökonomischen Krise, das Anwachsen von Sozialprotesten, ein Vakuum auf der politischen Linken und einen Generationenwechsel zurück.
In Serbien hat Syriza ein Bündnis mit der Bewegung der Sozialisten, einer Abspaltung der Sozialistischen Partei Serbiens, geschlossen. Deren Parteivorsitzender Aleksandar Vulin gilt als nationalistischer Hardliner, steht der Serbisch-Orthodoxen Kirche nahe und trägt als langjähriger Redakteur der Zeitschrift Pečat (Der Stempel) Verantwortung für die Verbreitung von aggressiver Homophobie und Xenophobie. Begründet wird das Bündnis mit der Zelebrierung der historisch und religiös begründeten serbisch-griechischen Freundschaft. Ein Besuch Tsipras’ bei Vulin in Belgrad im Dezember 2014 führte in der progressiven serbischen Öffentlichkeit zu Kopfschütteln. Um 2014 bestanden auch Verbindungen der Syriza zum russischen Rechtsextremisten Alexander Dugin, welcher die Syriza in sein anti-westliches Konzept des Neo-Eurasismus einbilden wollte.

## Kontroversen
Im Februar 2013 entließ Syriza Nassos Theodoridis als ihren Vertreter in der Menschenrechtskommission des griechischen Parlaments. Dieser hatte zuvor geäußert, die Imia-Inseln gehörten zur Türkei und Griechenland solle die internationale 12-Seemeilen-Zone der Türkei respektieren. Außerdem nannte er die Inseln beim türkischen Namen „Kardak“ und bezeichnete die nationale Souveränität Griechenlands als eine Erfindung, die dazu diene, „die unterdrückten Massen zu ködern“. Syriza distanzierte sich von den Äußerungen.
Anlässlich der zyprischen Finanzkrise im März 2013 bildete Syriza mit den rechtspopulistischen Anexartiti Ellines (Unabhängigen Griechen) eine „gemeinsame soziale und politische Front zur Unterstützung Zyperns“. Im linken Spektrum stieß dieser Vorstoß auf teils heftige Kritik. So kommentierte die kommunistische KKE lakonisch: „Die Maske ist gefallen. […] Die neue PASOK wird Schritt für Schritt geformt.“

## Wahlergebnisse

### Parlamentswahlen in Griechenland
| Wahl                                          | abgegebene Stimmen | Stimmenanteil | Abgeordnete |
| --------------------------------------------- | ------------------ | ------------- | ----------- |
| Parlamentswahl in Griechenland 2004           | 0241.637           | 03,26 %       | 06          |
| Parlamentswahl in Griechenland 2007           | 0361.101           | 05,04 %       | 014         |
| Parlamentswahl in Griechenland 2009           | 0315.665           | 04,60 %       | 013         |
| Parlamentswahl in Griechenland Mai 2012       | 1.061.928          | 16,79 %       | 052         |
| Parlamentswahl in Griechenland Juni 2012      | 1.655.022          | 26,89 %       | 071         |
| Parlamentswahl in Griechenland Januar 2015    | 2.245.978          | 36,34 %       | 149         |
| Parlamentswahl in Griechenland September 2015 | 1.925.904          | 35,46 %       | 145         |
| Parlamentswahl in Griechenland 2019           | 1.781.174          | 31,53 %       | 086         |
| Parlamentswahl in Griechenland Mai 2023       | 1.184.500          | 20,07 %       | 071         |
| Parlamentswahl in Griechenland Juni 2023      | 0930.013           | 17,83 %       | 047         |

### Europawahlen
| Wahl                            | abgegebene Stimmen | Stimmenanteil | Abgeordnete |
| ------------------------------- | ------------------ | ------------- | ----------- |
| Europawahl in Griechenland 2009 | 0240.898           | 04,70 %       | 1           |
| Europawahl in Griechenland 2014 | 1.518.608          | 26,6 %        | 6           |
| Europawahl in Griechenland 2019 | 1.343.595          | 23,8 %        | 6           |
| Europawahl in Griechenland 2024 | 0593.133           | 14,9 %        | 4           |